# Epimedium brevicornum
A Epimedium brevicornum é uma planta encontrada na Europa e na Ásia, especialmente na China, onde serve de alimento para cabras. Acredita-se que uma substância presente nesta planta atuaria na disfunção erétil, tal como o Viagra, mas sem os efeitos colaterais negativos.